# Pandanus depauperatus
Pandanus depauperatus är en enhjärtbladig växtart som beskrevs av Elmer Drew Merrill. Pandanus depauperatus ingår i släktet Pandanus och familjen Pandanaceae. Inga underarter finns listade.